# کارت‌های سیگار

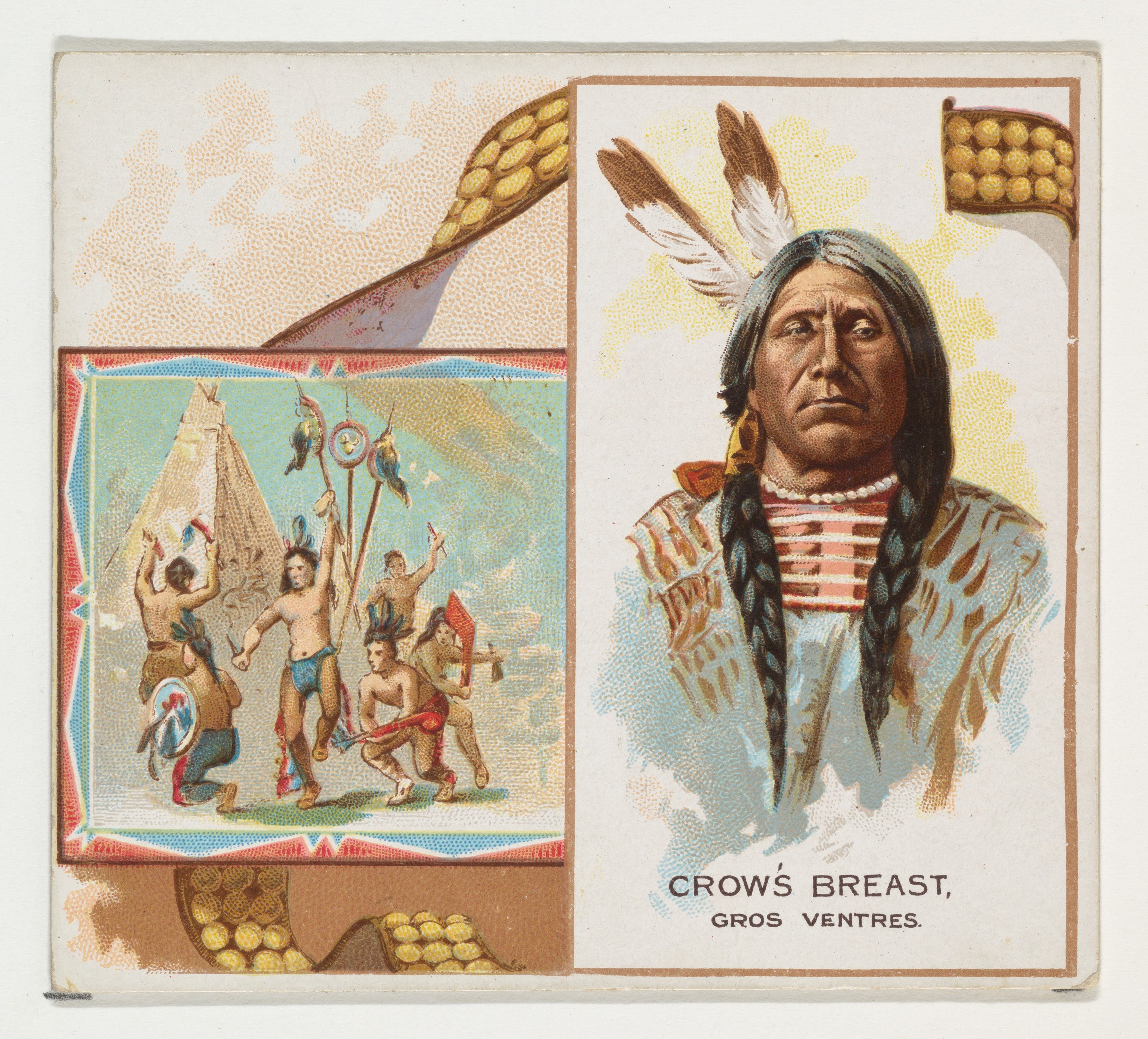
چیف گروس ونترس از مجموعه کارت‌های کلکسیونی سیگار شرکت آلن اند گینتر

کارت‌های سیگار (انگلیسی: Cigarette card) کارت‌هایی تجاری است که توسط تولیدکنندگان دخانیات برای استحکام بسته‌های سیگار و همین‌طور مقولهٔ تبلیغات، تولید و صادر می‌گردد. در میان سال‌های ۱۸۷۵ تا ۱۹۴۰ میلادی، شرکت‌های تولیدکنندهٔ سیگار، بیشتر اوقات کارت‌های کلکسیونری را همراه با بسته‌های سیگار روانهٔ بازار می‌نمودند. کارت‌های سیگار نمایشگر فرهنگ عامه در اواخر قرن گذشته بودند. بیشتر این کارت‌ها نگاره‌هایی از بازیگران دوره‌گرد نمایشنامه‌ها، لباس‌ها، افراد ورزشی، جانوران و گاهی نیز نگرشی به مضامین طنز روز و هنجارهای فرهنگی داشتند.
مبدع کارت‌های کلکسیونی سیگار، شرکت دخانیات آلن اند گینتر بود. هر مجموعه از کارت‌ها به‌طور معمول دارای ۲۵ تا ۵۰ موضوع مرتبط می‌گردید. این در حالی است که سریال‌های ۱۰۰ عددی از کارت‌ها نیز ساخته شده‌است. مضامین اغلب این کارت‌ها نیز سوژه‌های محبوب از بازیگران مشهور، ستاره‌های فیلم‌ها و مدل‌ها بودند. در این مجموعه‌ها از ورزشکاران (در ایالات متحده عموماً بیسبال و از سایر جهان عمدتاً فوتبال و کریکت) نیز قطعات بسیاری ارائه گردید. شرکت‌های دورال و کمپانی آر.جی. رینولدز توباکو در سال ۲۰۰۰ میلادی چاپ کارت‌های سیگار را آغاز نمودند. مجموعه‌ای که این شرکت‌ها ارائه نمودند اولین کارت‌ها از یک تولیدکننده بزرگ دههٔ ۱۹۴۰ بود. چندین شرکت انگلیسی نیز برای مدت زمان کوتاهی در دهه‌های ۱۹۵۰ تا ۱۹۶۰ میلادی اقدام به ارائهٔ کارت‌های سیگار تجاری نمودند. شرکت بلک‌کت نیز در سال ۱۹۷۶ یکی از همین شرکت‌های موصوف است.

## نگارخانه

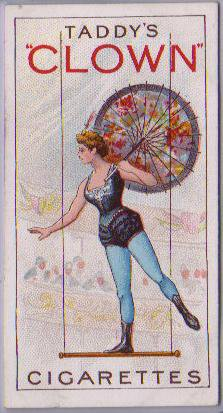
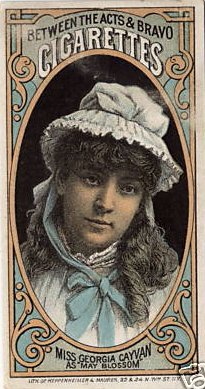
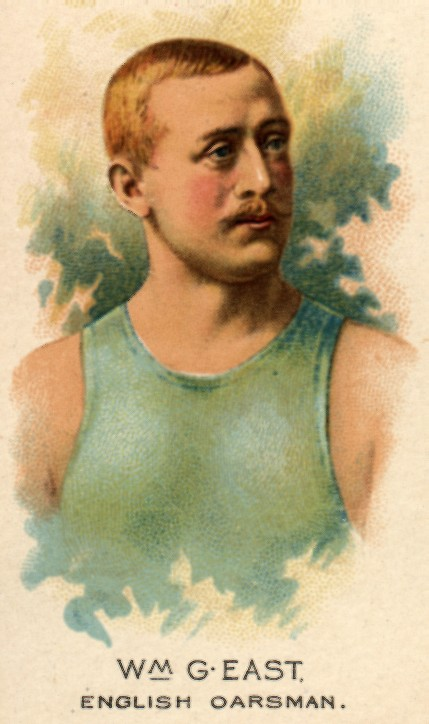
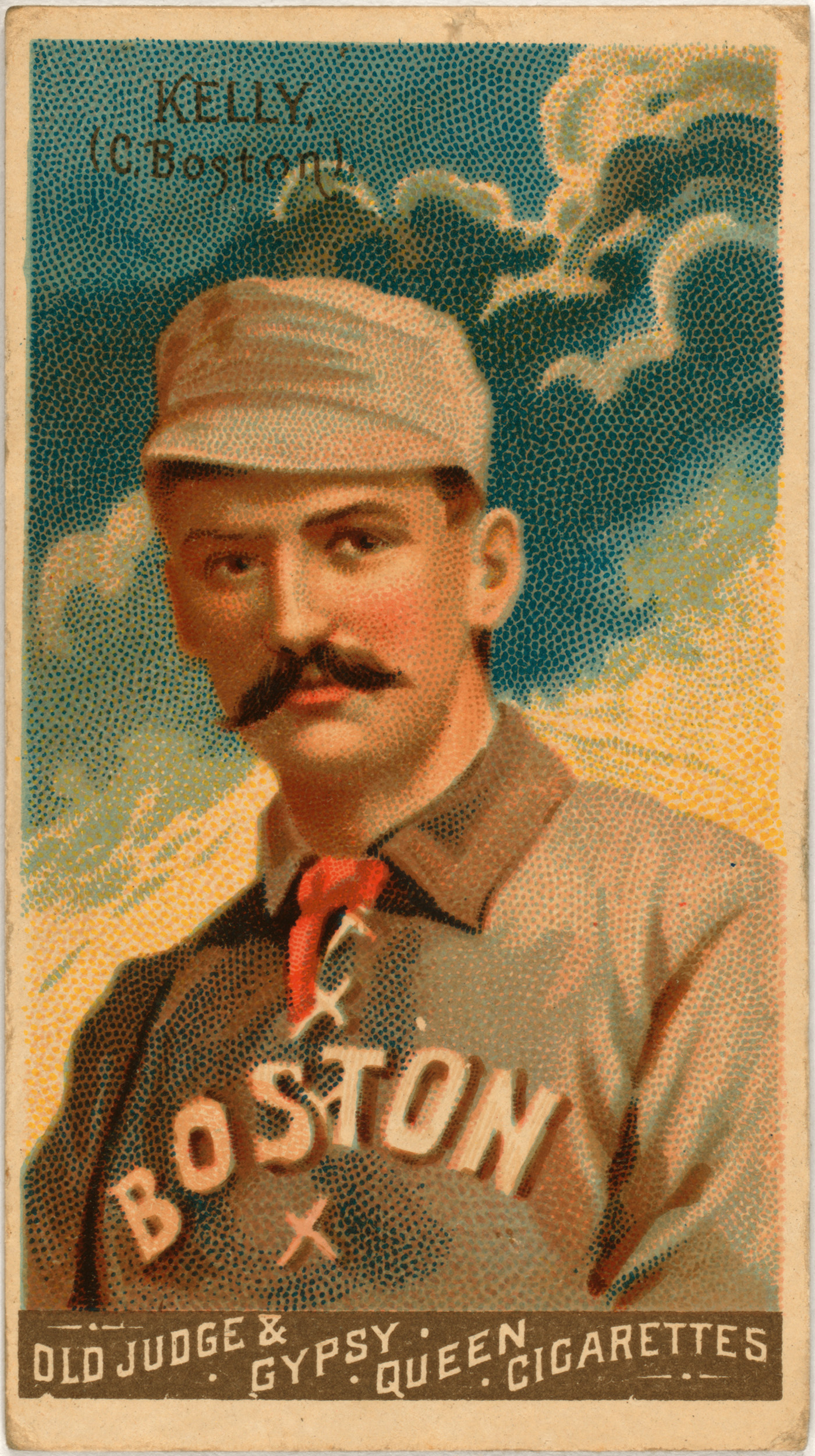
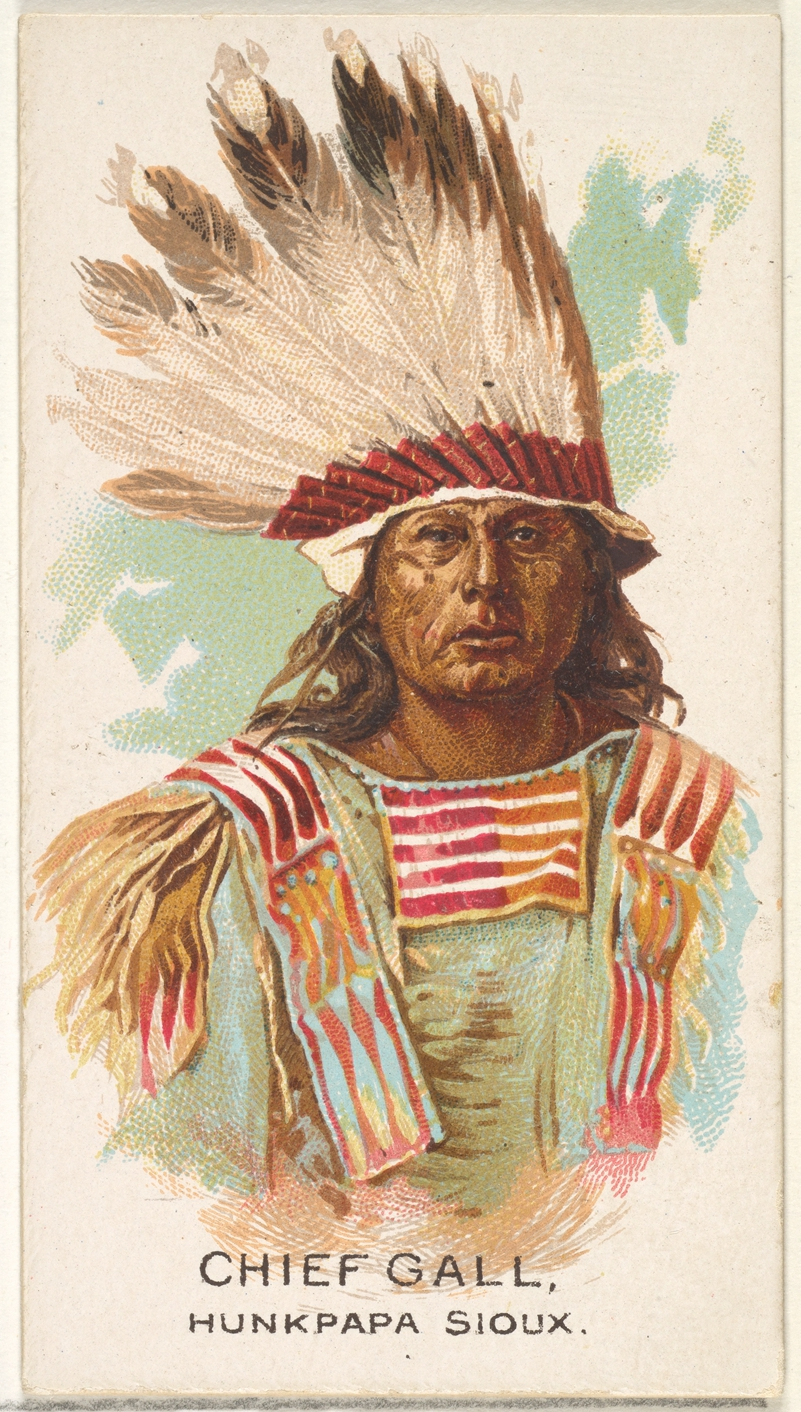
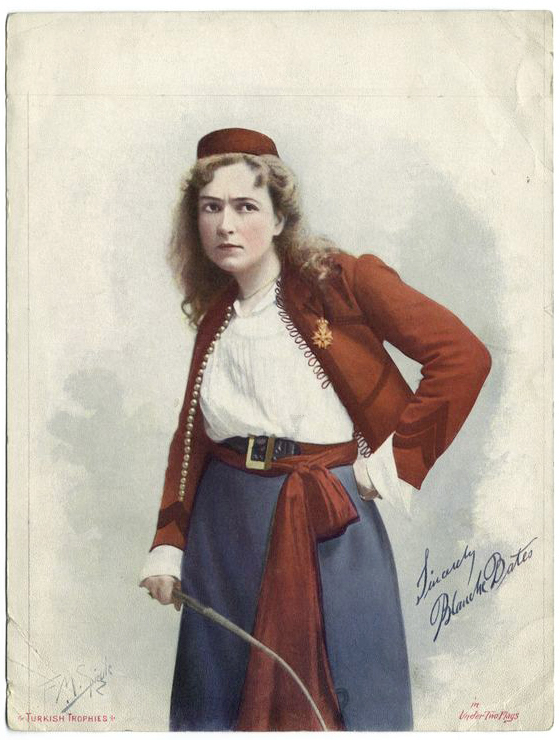
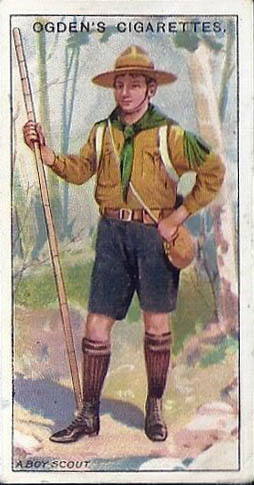
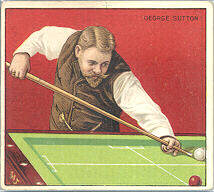
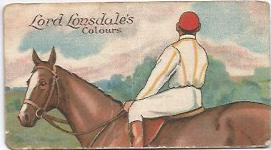
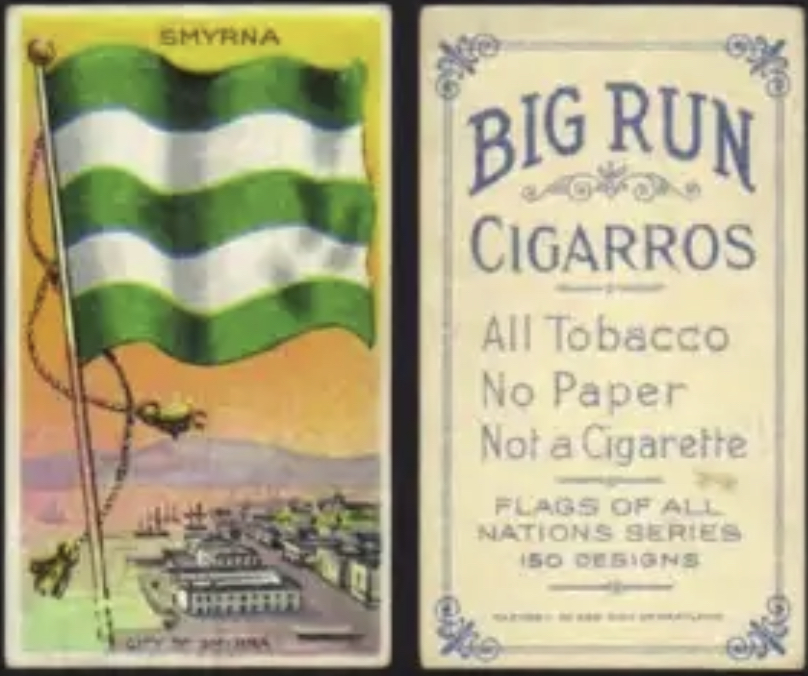